# Jasenowe (obwód doniecki)
Jasenowe (ukr. Ясенове) – wieś na Ukrainie, w obwodzie donieckim, w rejonie pokrowskim, w hromadzie Pokrowsk. W 2001 liczyła 324 mieszkańców.